# Kryptoxantin
Kryptoxantin är en naturligt förekommande karotenoid som har isolerats från ett antal olika källor som växter i släktet Physalis. apelsinskal, papaya, äggula, smör, äpplen och oxblodsserum.

## Kemi
Vad strukturen beträffar är Kryptoxantin nära släkt med β-karoten, den enda skillnaden är tillägget av en hydroxigrupp. Den tillhör den klass av karotenoider som kallasa xantofyller.
I ren form är kryptoxantin ett rött kristallint fast ämne med metallisk glans. Det är lättlösligt i kloroform, bensen, pyridin och koldisulfid.

## Biologi och medicin
I människokroppen omvandlas kryptoxantin till vitamin A (retinol) och är därför betraktat som ett provitamin A. Liksom andra karotenoider är kryptoxantin en antioxidant och kan möjligen hjälpa till att förhindra fria radikaler från att skada celler och DNA, såväl som stimulera reparation av oxidationsskador på DNA.
Senare fynd av ett inverst samband mellan β-kryptoxantin och lungcancerrisk i flera epidemiologiska studier antyder att β-kryptoxantin möjligen kan verka som ett pereventiv mot lungcancer.

## Andra användningsområden
Kryptoxantin används också som livsmedelsfärg (E-nummer E161c). Det är förbjudet i EU  och USA, men tillåtet i Australien och Nya Zeeland.